# Automolius humilis
Automolius humilis är en skalbaggsart som beskrevs av Blanchard 1850. Automolius humilis ingår i släktet Automolius och familjen Melolonthidae. Inga underarter finns listade.